# Bellator MMA en 2018
2018 fue el décimo año en la historia de Bellator MMA, una promoción de artes marciales mixtas establecida en Estados Unidos. Este año marcó la cuarta vez en la que Bellator ha hecho shows mensuales a diferencia de un formato de temporada.

## Torneo gran premio de peso pesado de Bellator
En 2018, Bellator organizó el gran premio peso pesado 2018-19 que coronará al campeón peso pesado de Bellator. El título quedó vacante en mayo de 2016 por Vitaly Minakov, quien no defendió el campeonato desde abril de 2014.
|  | Cuartos de final  | Cuartos de final |                   |              | Semifinales | Semifinales |  |                   | Final | Final |  |
|  |                   |                  |                   |              |             |             |  |                   |       |       |  |
|  |                   |                  |                   |              |             |             |  |                   |       |       |  |
|  | Rampage Jackson   | D                |                   |              |             |             |  |                   |       |       |  |
|  | Rampage Jackson   | D                |                   |              |             |             |  |                   |       |       |  |
|  | Chael Sonnen      | DU 3             |                   |              |             |             |  |                   |       |       |  |
|  | Chael Sonnen      | DU 3             |                   | Chael Sonnen | D           |             |  |                   |       |       |  |
|  |                   |                  |                   | Chael Sonnen | D           |             |  |                   |       |       |  |
|  |                   |                  | Fedor Emelianenko | TKO 1        |             |             |  |                   |       |       |  |
|  | Fedor Emelianenko | TKO 1            | Fedor Emelianenko | TKO 1        |             |             |  |                   |       |       |  |
|  | Fedor Emelianenko | TKO 1            |                   |              |             |             |  |                   |       |       |  |
|  | Frank Mir         | D                |                   |              |             |             |  |                   |       |       |  |
|  | Frank Mir         | D                |                   |              |             |             |  | Fedor Emelianenko | D     |       |  |
|  |                   |                  |                   |              |             |             |  | Fedor Emelianenko | D     |       |  |
|  |                   |                  | Ryan Bader        | KO 1         |             |             |  |                   |       |       |  |
|  | Ryan Bader        | KO 1             | Ryan Bader        | KO 1         |             |             |  |                   |       |       |  |
|  | Ryan Bader        | KO 1             |                   |              |             |             |  |                   |       |       |  |
|  | King Mo           | D                |                   |              |             |             |  |                   |       |       |  |
|  | King Mo           | D                |                   | Ryan Bader   | DU 3        |             |  |                   |       |       |  |
|  |                   |                  |                   | Ryan Bader   | DU 3        |             |  |                   |       |       |  |
|  |                   |                  | Matt Mitrione     | D            |             |             |  |                   |       |       |  |
|  | Matt Mitrione     | DM 3             | Matt Mitrione     | D            |             |             |  |                   |       |       |  |
|  | Matt Mitrione     | DM 3             |                   |              |             |             |  |                   |       |       |  |
|  | Roy Nelson        | D                |                   |              |             |             |  |                   |       |       |  |
|  | Roy Nelson        | D                |                   |              |             |             |  |                   |       |       |  |
|  |                   |                  |                   |              |             |             |  |                   |       |       |  |

| (DD)  |  | (Decisión dividida)    |
| (DU)  |  | (Decisión unánime)     |
| (DM)  |  | (Decisión mayoritaria) |
| SU    |  | Sumisión               |
| (T)KO |  | (Técnico) nocaut       |
| D     |  | Derrota                |
| #     |  | Ronda                  |

## Torneo gran premio de peso wélter de Bellator
En 2018, Bellator organizó el gran premio de peso wélter 2018-19 que coronó al campeón peso wélter de Bellator. Todas las peleas fueron a cinco rondas.
|  | Cuartos de final   | Cuartos de final |                    |               | Semifinales | Semifinales |  |              | Final | Final |  |
|  |                    |                  |                    |               |             |             |  |              |       |       |  |
|  |                    |                  |                    |               |             |             |  |              |       |       |  |
|  | Douglas Lima       | SU 5             |                    |               |             |             |  |              |       |       |  |
|  | Douglas Lima       | SU 5             |                    |               |             |             |  |              |       |       |  |
|  | Andrey Koreshkov   | D                |                    |               |             |             |  |              |       |       |  |
|  | Andrey Koreshkov   | D                |                    | Douglas Lima  | KO 2        |             |  |              |       |       |  |
|  |                    |                  |                    | Douglas Lima  | KO 2        |             |  |              |       |       |  |
|  |                    |                  | Michael Page       | D             |             |             |  |              |       |       |  |
|  | Michael Page       | DU 5             | Michael Page       | D             |             |             |  |              |       |       |  |
|  | Michael Page       | DU 5             |                    |               |             |             |  |              |       |       |  |
|  | Paul Daley         | D                |                    |               |             |             |  |              |       |       |  |
|  | Paul Daley         | D                |                    |               |             |             |  | Douglas Lima | DU 5  |       |  |
|  |                    |                  |                    |               |             |             |  | Douglas Lima | DU 5  |       |  |
|  |                    |                  | Rory MacDonald (c) | D             |             |             |  |              |       |       |  |
|  | Neiman Gracie      | SU 4             | Rory MacDonald (c) | D             |             |             |  |              |       |       |  |
|  | Neiman Gracie      | SU 4             |                    |               |             |             |  |              |       |       |  |
|  | Ed Ruth            | D                |                    |               |             |             |  |              |       |       |  |
|  | Ed Ruth            | D                |                    | Neiman Gracie | D           |             |  |              |       |       |  |
|  |                    |                  |                    | Neiman Gracie | D           |             |  |              |       |       |  |
|  |                    |                  | Rory MacDonald (c) | DU 5          |             |             |  |              |       |       |  |
|  | Rory MacDonald (c) | E(M) 5           | Rory MacDonald (c) | DU 5          |             |             |  |              |       |       |  |
|  | Rory MacDonald (c) | E(M) 5           |                    |               |             |             |  |              |       |       |  |
|  | Jon Fitch          | D                |                    |               |             |             |  |              |       |       |  |
|  | Jon Fitch          | D                |                    |               |             |             |  |              |       |       |  |
|  |                    |                  |                    |               |             |             |  |              |       |       |  |

| (DD)  |  | (Decisión dividida)    |
| (DU)  |  | (Decisión unánime)     |
| (DM)  |  | (Decisión mayoritaria) |
| SU    |  | Sumisión               |
| (T)KO |  | (Técnico) nocaut       |
| D     |  | Derrota                |
| E(M)  |  | Empate (mayoritario)   |

## Lista de eventos

### Bellator 192
Bellator 192: Rampage vs. Sonnen tuvo lugar el 20 de enero de 2018 en The Forum en Inglewood, California. El evento fue transmitido por Paramount Network como el primer evento de Bellator que se emitió en la plataforma desde que cambió de marca por parte de Spike.
Historia
La cartelera tuvo el primer combate del torneo gran premio de peso pesado como evento estelar.
Y una pelea por el Campeonato de Peso Wélter de Bellator como evento coestelar.
Resultados
1. ↑  Por el Campeonato de Peso Wélter de Bellator.

### Bellator 193
Bellator 193: Larkin vs. Gonzalez tuvo lugar el 26 de enero de 2018 en el Pechanga Resort & Casino en Temecula, California. El evento fue transmitido en vivo y en horario estelar por Paramount Network.
Historia
Se esperaba que Eugene Correa enfrentara a Joao Paulo Faria en el evento. Sin embargo, la pelea fue cancelada por motivos desconocidos.
Resultados

### Bellator 194
Bellator 194: Mitrione vs. Nelson 2 tuvo lugar el 6 de febrero de 2018 en la Mohegan Sun Arena en Uncasville, Connecticut. El evento fue transmitido en vivo en horario estelar por Paramount Network.
Historia
La cartelera contó con la segunda pelea del gran premio de peso pesado entre Matt Mitrione y Roy Nelson, se habían enfrentado antes en UFC en diciembre de 2012, con Nelson ganando por nocaut técnico en la primera ronda.
Resultados
1. ↑  A Howard se le fue descontado un punto por piquetes a los ojos.

### Bellator 195
Bellator 195: Caldwell vs. Higo tuvo lugar el 2 de marzo de 2018 en el WinStar World Casino en Thackerville, Oklahoma. El evento fue transmitido en vivo en horario estelar por Paramount Network.
Historia
El evento contó con la primera defensa del Campeonato de Peso Gallo, entre el campeón Darrion Caldwell y el retador Leandro Higo.
Resultados
1. ↑  Por el Campeonato de Peso Gallo de Bellator.

### Bellator: Monster Energy Fight Series: Atlanta
Bellator: Monster Energy Fight Series: Atlanta fue el quinto evento de la serie que tuvo lugar el 3 de marzo de 2018 en el Georgia World Congress Center en Atlanta, Georgia.
Resultados

### Bellator 196
Bellator 196: Henderson vs. Huerta tuvo lugar el 6 de abril de 2018 en el BOK Hall en Budapest, Hungría. El evento fue transmitido en diferido en horario estelar por Paramount Network.
Historia
El evento estelar contó con un combate de peso ligero entre Benson Henderson y Roger Huerta, quien hacia su regreso a la compañía luego de siete años. Originalmente Adam Borics enfrentaría a James Gallagher en el evento estelar pero fue cancelado luego de una lesión de Gallagher.
Resultados
1. ↑  Por el Campeonato de Peso Wélter de Bellator Kickboxing.

### Bellator 197
Bellator 197: Chandler vs. Girtz tuvo lugar el 13 de abril de 2018 en la Family Arena en St. Charles, Misuri. El evento fue transmitido en vivo y en horario estelar por Paramount Network.
Historia
Se esperaba que Michael Chandler enfrentara a Brent Primus en una revancha por el Campeonato de Peso Ligero. Sin embargo, el 21 de marzo Primus se retiró de la pelea por una lesión de rodilla y fue reemplazado por Brandon Girtz.
Resultados

### Bellator 198
Bellator 198: Fedor vs. Mir tuvo lugar el 28 de abril de 2018 en la Allstate Arena en Rosemont, Illinois. El evento fue transmitido en vivo y en horario estelar por Paramount Network.
Historia
Rafael Lovato Jr. enfrentaría originalmente a John Salter en el evento. Sin embargo, Salter fue sacado de la pelea por la Comisión Atlética del Estado de Illinois por una lesión en el ojo y fue reemplazado por Gerald Harris el 24 de abril. Debido al cambio tan repentino del combate, se llevó a cabo en un peso acordado de 188 libras.
Resultados

### Bellator 199
Bellator 199: Bader vs. King Mo tuvo lugar el 12 de mayo de 2018 en el SAP Center en San José, California. El evento fue transmitido en vivo y en horario estelar por Paramount Network.
Historia
La cartelera contó con el cuarto y último combate de la ronda inicial del Gran Premio de Peso Pesado con el campeón de Peso Semipesado, Ryan Bader subiendo de división para enfrentar a Muhammed Lawal.
Resultados

### Bellator 200
Bellator 200: Carvalho vs. Mousasi tuvo lugar el 25 de mayo de 2018 en el Wembley Arena en Londres, Inglaterra. El evento fue transmitido en diferido en horario estelar por Paramount Network.
Historia
Se esperaba que una revancha entre Mirko Cro Cop y Roy Nelson encabezara el evento. Se habían enfrentado antes en octubre de 2011 en UFC 137 ganando Nelson por TKO. Sin embargo, la pelea fue cancelada la semana de la misma por una lesión de Cro Cop.
Un combate por el Campeonato de Peso Mediano entre el campeón Rafael Carvalho y Gegard Mousasi sirvió como evento estelar.
Resultados
1. ↑  Por el Campeonato de Peso Mediano de Bellator.

### Bellator 201
Bellator 201: Macfarlane vs. Lara tuvo lugar el 29 de junio de 2018 en el Pechanga Resort & Casino en Temecula, California. El evento fue transmitido en vivo y en horario estelar por Paramount Network.
Historia
El evento estelar contó con una pelea por el Campeonato femenino de Peso Mosca entre la campeona Ilima-Lei Macfarlane y la colombiana Alejandra Lara.
Resultados
1. ↑  Por el Campeonato de Peso Mosca de Bellator.

### Bellator 202
Bellator 202: Budd vs. Nogueira tuvo lugar el 13 de julio de 2018 en el WinStar World Casino en Thackerville, Oklahoma. El evento fue transmitido en vivo y en horario estelar por Paramount Network.
Historia
En el evento principal, la Campeona Femenina de Peso Pluma Julia Budd enfrentó a Talita Nogueira por el Campeonato de Peso Pluma.
Originalmente Stephanie Geltmacher enfrentaría a Deborah Kouzmin en el evento. Sin embargo, en la semana de la pelea Kouzmin anunció que sufría una lesión. Bellator no pudo encontrar un rival a tiempo para Geltmacher y fue retirado de la cartelera.
Resultados
1. ↑  Por el Campeonato de Peso Pluma de Bellator.

### Bellator 203
Bellator 203: Pitbull vs. Weichel 2 tuvo lugar el 14 de julio de 2018 en el Foro Italico en Roma, Italia. El evento fue transmitido en diferido y en horario estelar por Paramount Network.
Historia
El evento estelar contó una revancha por el Campeonato de Peso Pluma entre el campeón Patricio Freire y el retador Daniel Weichel. Se habían enfrentado anteriormente en Bellator 185 en junio de 2015, donde Freire ganó vía nocaut en la segunda ronda.
Resultados
1. ↑  Por el Campeonato de Peso Pluma de Bellator.
2. ↑  Por el Campeonato de Peso Pluma de Kicboxing de Bellator.
3. ↑  Por el vacante Campeonato de Peso Ligero de Kicboxing de Bellator.

### Bellator 204
Bellator 204: Caldwell vs. Lahat tuvo lugar el 17 de agosto de 2018 en el Sanford Pentagon en Sioux Falls, Dakota del Sur. El evento fue transmitido en vivo y en horario estelar por Paramount Network.
Historia
El evento principal contó con el Campeón de Peso Gallo, Darrion Caldwell subiendo a la división de peso pluma para enfrentar a Noad Lahat.
Resultados

### Bellator 205
Bellator 205: McKee vs. Macapá tuvo lugar el 21 de septiembre de 2018 en la CenturyLink Arena en Boise, Idaho. El evento fue transmitido en vivo por Paramount Network y DAZN.
Historia
Se esperaba que A. J. McKee enfrentara a Pat Curran en un combate de peso pluma. Sin embargo, Curran fue sacado de la pelea por una lesión y McKee enfrentó a John Macapá.
Goiti Yamaguchi enfrentaría a Patricky Freire en el evento. Sin embargo, Yamaguchi abandonó la pelea por una lesión y fue reemplazado por Roger Huerta.
Resultados

### Bellator 206
Bellator 206: Mousasi vs. MacDonald tuvo lugar el 29 de septiembre de 2018 en el SAP Center en San José, California. El evento fue transmitido en vivo por DAZN. En el Reino Unido, Bellator 206 fue televisado por el Canal 5, propiedad de Viacom, pero la transmisión fue cortada a las 6:00 a. m. (por el horario infantil) antes del evento principal, debido a las regulaciones de los horarios de TV.
Historia
El evento principal contó con el Campeón de Peso Wélter de Bellator Rory MacDonald subiendo de peso a la división de peso mediano para enfrentar al campeón de ésta, Gegard Mousasi. MacDonald intentaba coronarse como el segundo peleador en la historia de Bellator en ser campeón en dos divisiones simultáneamente, el primero en conseguir este logro fue Joe Warren ostentando el Campeonato de Peso Gallo de Bellator y el Campeonato de Peso Pluma de Bellator.
Por cuarta vez, el ex Campeón de Peso Semipesado de UFC, Quinton Jackson enfrentaría al ex Campeón de Peso Mediano de PRIDE FC, Wanderlei Silva. Silva llevaba la ventaja con dos enfrentamientos ganados y uno perdido.
El evento contó con la primera ronda del Gran Premio de Peso Wélter entre Douglas Lima y Andrey Koreshkov.
Don Mohammed y Salvador Becerra se enfrentarían en un combate de peso ligero en el evento. Sin embargo la pelea fue cancelada la semana del evento por razones desconocidas.
En el pesaje, Ricky Abdelaziz pesó 147.3 libras, 1.3 libras por encima del límite de la división de peso pluma (146 lbs). Como resultado la pelea procedió en un peso acordado. Abdelaziz fue multado con el 20% de su pago, el cual 10% de este fue para su rival, Laird Anderson y los otros 10% fueron a la Comisión Atlética del Estado de California. La pelea entre DeMarco Villalona y Abraham Vaesau fue cancelada luego de que Villalona no diera el peso.
Resultados
1. ↑  Por el Campeonato de Peso Mediano de Bellator MMA.
2. ↑  Cuartos de final del Gran Premio de Peso Wélter

### Bellator 207
Bellator 207: Mitrione vs. Bader tuvo lugar el 12 de octubre de 2018 en el Mohegan Sun Arena en Uncasville, Connecticut. El evento fue transmitido en vivo por Paramount Network y DAZN.
Historia
En el evento estelar tuvo lugar la semifinal del Gran Premio de peso pesado de Bellator cuando Matt Mitrione se enfrentó al actual campeón de peso semipesado de Bellator, Ryan Bader.
Se esperaba que Erick Silva hiciera su debut en este evento ante Lorenz Larkin en una pelea alternativa del Gran Premio de peso wélter, pero Silva se retiró debido a una lesión. Fue reemplazado por el rumano Ion Pascu.

Resultados
1. ↑  Semifinal del Gran Premio de peso pesado de Bellator.
2. ↑  Combate alternativo al Gran Premio de Peso Wélter

### Bellator 208
Bellator 208: Fedor vs. Sonnen tuvo lugar el 13 de octubre de 2018 en el NYCB Live: Home of the Nassau Veterans Memorial Coliseum en Uniondale, Nueva York. El evento fue transmitido en vivo por Paramount Network y DAZN.
Historia
El evento estelar contó con la semifinal del Gran Premio de Peso Pesado entre Fedor Emelianenko y Chael Sonnen.
Robson Gracie Jr. estaba programado para hacer su debut profesional en las AMM en esta tarjeta contra Jamal Pottinger. Sin embargo, la pelea fue cancelada después de que Pottinger perdiera peso. Una pelea de peso pluma entre Frank Buenafuente y James González también se canceló cuando ambos peleadores superaron el límite de peso.
Resultados
1. ↑  Semifinal del Gran Premio de peso pesado de Bellator.

### Bellator 209
Bellator 209: Pitbull vs. Sanchez tuvo lugar el 15 de noviembre de 2018 en la Menora Mivtachim Arena en Tel Aviv, Israel. El evento fue transmitido el 16 de noviembre en diferido por Paramount Network.
Historia
Patrício Freire defendió el Campeonato de Peso Pluma de Bellator contra Emmanuel Sanchez en el evento estelar.
Haim Gozali enfrentó a Ryan Couture en el evento. Ya se habían enfrentado antes en Bellator 180 con Couture ganando por decisión unánime.
Resultados
1. ↑  Por el Campeonato de Peso Pluma de Bellator.

### Bellator 210
Bellator 210: Njokuani vs. Salter tuvo lugar el 30 de noviembre de 2018 en el WinStar World Casino and Resort en Thackerville, Oklahoma. El evento fue transmitido en vivo por Paramount Network y DAZN.
Historia
Melvin Manhoef enfrentaría a Chidi Njokuani en el evento estelar. Sin embargo, el 1 de noviembre se anunció que Manhoef había sido sacado de la pelea por una lesión y reemplazado por John Salter.
El 17 de octubre se anunció el regreso de Jeremy Spoon para enfrentar a Juan Archuleta.
Se esperaba que Joe Schilling enfrentara a Jose Alfredo Leija en el evento. Sin embargo más tarde Leija fue reemplazado por Will Morris.
Resultados

### Bellator 211
Bellator 211: Sakara vs. Kauppinen tuvo lugar el 1 de diciembre de 2018 en el RDS Stadium en Génova. El evento fue transmitido en vivo por Paramount Network y DAZN.
Historia
El evento estelar contó con una pelea de peso semipesado entre Alessio Sakara y Kent Kauppinen.
Una pelea por el título entre el actual campeón de peso pluma de Bellator Kickboxing Gabriel Varga y Shan Cangelosi también tuvo lugar en la cartelera.
El 30 de octubre de 2018, se anunció una pelea de peso wélter entre Kiefer Crosbie y Orlando D'Ambrosio para este evento.
Un combate ligero entre el italiano Luca Vitali y el prospecto de SBG Ireland Luka Jelcic estaba programado para el evento. Sin embargo, Jelcic se retiró y fue reemplazado por Pedro Carvalho.
Resultados
1. ↑  Por el Campeonato de Peso Pluma de Kicboxing de Bellator.
2. ↑  Pelea no titular.

### Bellator 212
Bellator and USO Present: Primus vs. Chandler 2 tuvo lugar el 14 de diciembre de 2018 en el Neal S. Blaisdell Arena en Honolulu, Hawái. El evento fue transmitido en vivo por Paramount Network y DAZN.
Historia
El evento contó con una pelea por el Campeonato de Peso Ligero de Bellator entre el campeón Brent Primus y el excampeón Michael Chandler. La revancha estaba programada para Bellator 197, pero Primus se retiró debido a una lesión.
También se anunció para la cartelera un combate de peso mosca femenino entre la ex contendiente al título Alejandra Lara y Juliana Velásquez.
El 19 de noviembre de 2018, se anunció que Sam Sicilia se enfrentará a Derek Campos en este evento.
Resultados
1. ↑  Por el Campeonato de Peso Ligero de Bellator.